# Saint-Cierge-sous-le-Cheylard
Saint-Cierge-sous-le-Cheylard – miejscowość i gmina we Francji, w regionie Owernia-Rodan-Alpy, w departamencie Ardèche.
Według danych na rok 1990 gminę zamieszkiwało 167 osób, a gęstość zaludnienia wynosiła 28 osób/km² (wśród 2880 gmin regionu Rodan-Alpy Saint-Cierge-sous-le-Cheylard plasuje się na 1456. miejscu pod względem liczby ludności, natomiast pod względem powierzchni na miejscu 1440.).